# Peter van Wijmen
Peter Cornelis Evert van Wijmen (Ginneken en Bavel, 1 september 1938 – Breda, 8 juni 2015) was een Nederlands staatsraad in buitengewone dienst, hoogleraar natuurbeschermingsrecht en politicus namens het CDA.
Van Wijmen volgde VHMO in Breda van 1950 tot 1956, en ging daarna Nederlands recht studeren aan de Katholieke Universiteit Nijmegen (1956 - 1962). In 1981 promoveerde hij in de rechtsgeleerdheid te Utrecht. Van 1962 tot 1998 was hij advocaat te Breda (lid van het maatschap "Van Wijmen Nouwen"). In 1998 werd hij namens het CDA in de Tweede Kamer der Staten-Generaal gekozen, waar hij zich bezighield met justitie, volkshuisvesting, staatsrecht en milieu en sprak hij met gezag over het ruimtelijke-ordeningsrecht en natuurbescherming. Hij maakte deel uit van de commissie voor de verzoekschriften.
Van Wijmen was een Bredase hoogleraarszoon en advocaat, die vier jaar Tweede Kamerlid voor het CDA was en daarna staatsraad in buitengewone dienst. Hij bekleedde diverse functies op het gebied van volkshuisvesting en natuurbehoud en was kantonrechter-plaatsvervanger. Sinds 2001 tevens hoogleraar natuurbeschermingsrecht in Tilburg. Hij was verder onder meer woordvoerder bij de behandeling van het wetsvoorstel Kaderwet zelfstandige bestuursorganen en diende in 2000 samen met zijn fractiegenote Clémence Ross-van Dorp een initiatiefwetsvoorstel in over overerving van adellijke titels in vrouwelijke lijn. Dit voorstel werd in mei 2002 ingetrokken. Hij was ook mede-indiener van een initiatiefwetsvoorstel-Depla om gemeenten meer mogelijkheden te geven om ontwijking van de Wet voorkeursrecht gemeenten bij verwerving van grond tegen te gaan. Dit voorstel werd in 2002 wet. In januari 2001 werd Van Wijmen hoogleraar natuurbeschermingsrecht aan de Katholieke Universiteit Brabant. In 2002 werd hij benoemd als lid van de Raad van State in buitengewone dienst.
Van Wijmen vervulde diverse bestuursfuncties zoals voorzitter van het Delta-overleg, lid van de Raad van Advies van Staatsbosbeheer en voorzitter van de Commissie Advocatuur. Ook was hij van 1989 tot 1998 kamerheer van H.M. de Koningin in de provincie Noord-Brabant en vervulde hij enkele redactionele functies bij vakbladen. In 1989 werd Van Wijmen benoemd tot officier in de Orde van Oranje-Nassau en in 1998 kreeg hij het erekruis in de Huisorde van Oranje toegekend. In 2003 won hij de Hertog Janprijs, een provinciale onderscheiding voor verdiensten voor natuur en landschap.
- Biografisch Portaal: 26273987
- Gemeinsame Normdatei: 172451590
- International Standard Name Identifier: 0000 0003 5780 6884
- Library of Congress Control Number: n82004523
- Nederlandse Thesaurus van Auteursnamen: 068518099
- Parlement.com: vg09llkbwzrt
- Système universitaire de documentation: 18752517X
- Virtual International Authority File: 199142294
- WorldCat: E39PBJrCdVdv9qkBdQYrdDRYfq